# 布雷维尔
布雷维尔（法語：Bréville，法語發音：[bʁevil]）是法国夏朗德省的一个市镇，属于干邑区。

## 地理
布雷维尔（45°47'47"N, 0°15'44"W）面积15.39 平方千米，位于法国新阿基坦大区夏朗德省，该省份为法国西部内陆省份，北起德塞夫勒省和维埃纳省，东临上维埃纳省，东南至多尔多涅省，南至多爾多涅省，西接滨海夏朗德省。
与布雷维尔接壤的市镇（或旧市镇、城区）包括：圣塞韦尔、巴朗、布里苏马塔、蒙斯、索纳克、瓦勒德干邑。

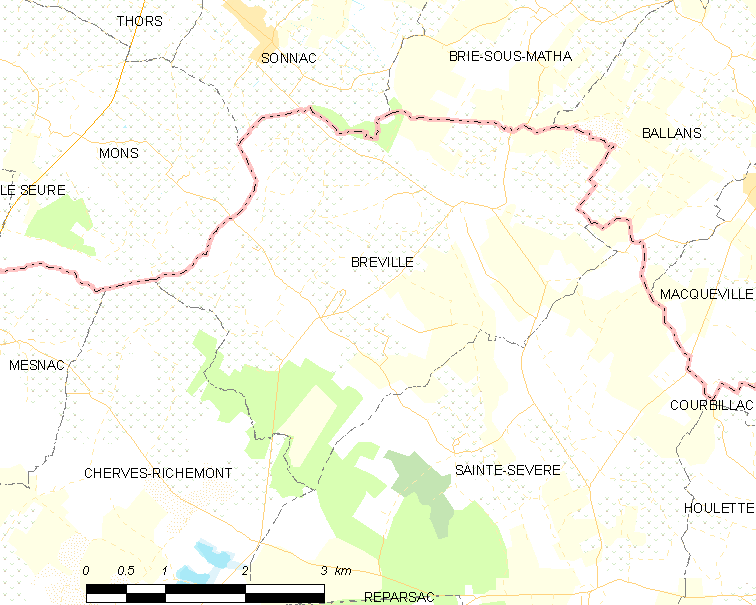
布雷维尔的OSM定位图

布雷维尔的时区为UTC+01:00、UTC+02:00（夏令时）。

## 行政
布雷维尔的邮政编码为16370，INSEE市镇编码为16060。

## 政治
布雷维尔所属的省级选区为干邑第一县。

## 人口

1962-2008年间布雷维尔人口变化图示

布雷维尔于2022年1月1日时的人口数量为440人。